# Dom van Lübeck
De Dom van Lübeck (Duits: Dom zu Lübeck of Lübecker Dom) is een grote protestantse kathedraal in Lübeck in de Duitse deelstaat Sleeswijk-Holstein. De dom maakt deel uit van het werelderfgoed. Met een lengte van meer dan 130 meter is de dom een van de langste baksteenkerken. De schutspatronen van de dom zijn Johannes de Doper, Sint-Blasius, Maria en Sint-Nicolaas.

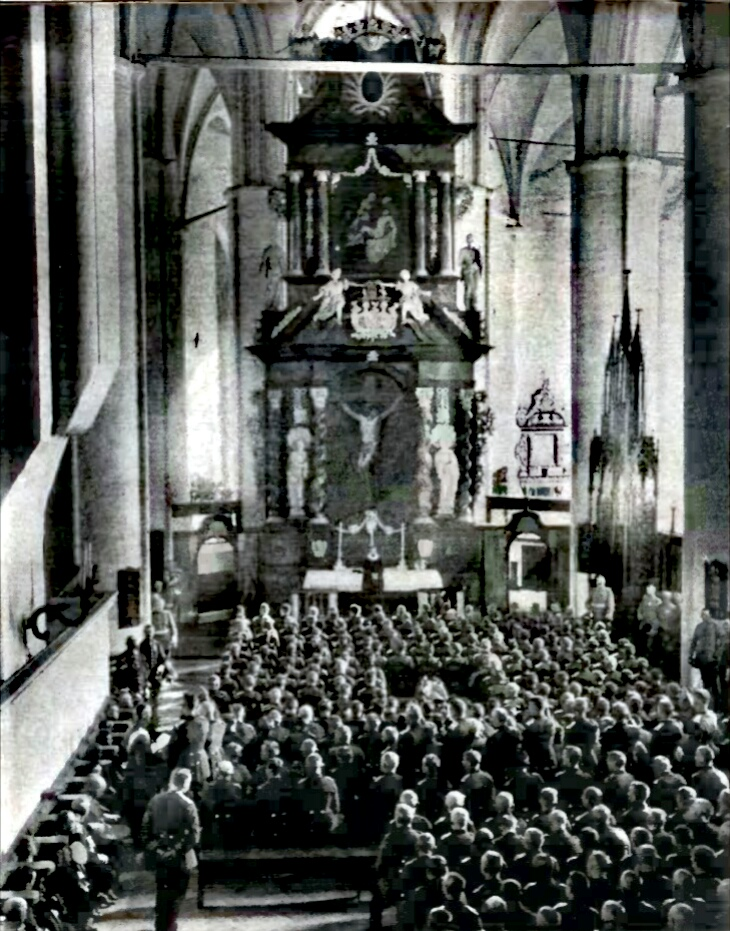
Werving op 23 november 1914

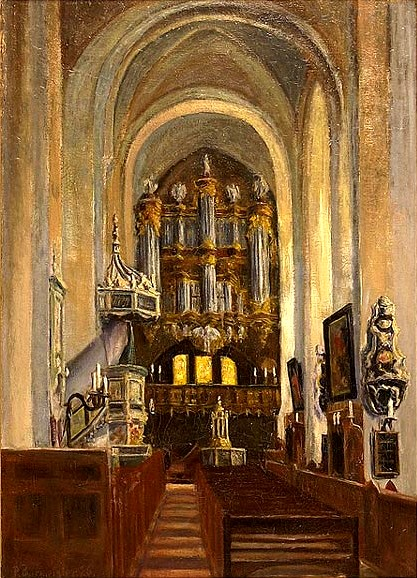
Binnen voor 1942

In 1173 werd in opdracht van Hendrik de Leeuw met de bouw begonnen. De kerk werd in 1942 tijdens de Tweede Wereldoorlog door Britse bombardementen gedeeltelijk verwoest en later herbouwd.

## Geschiedenis
Nadat onder bisschop Gerold de bisschopszetel in het jaar 1160 van Oldenburg in Holstein naar Lübeck werd verlegd, liet Hendrik de Leeuw ten behoeve van het bisdom een nieuwe kathedraal bouwen. Rond het jaar 1230 werd de romaanse kathedraal voltooid, maar tussen 1266 en 1335 werd de kathedraal verbouwd tot een gotisch gebouw, waarvan de zijschepen even hoog werden als het middenschip.
Onder bisschop Hendrik II Bochholt werd de kerk in het midden van de 14e eeuw met de oprichting van een oostelijk gotisch koor verlengd. Hiermee werd de totale lengte van de dom verdubbeld. Na de voltooiing van het koor werd de oude romaanse apsis tot op de fundamenten gesloopt. Het verschil tussen het oudere deel van de kerk met haar massieve, rechthoekige zuilen en het jongere koor met slanke, ronde zuilen laat zich ook door leken gemakkelijk onderscheiden.
Tot de reformatie was het domkapittel horig aan de bisschop en niet aan de raad van de stad. Na de invoering van de reformatie werd de dom gemeenschappelijk eigendom van de Stad Lübeck en het domkapittel. Met de opheffing van het domkapittel in 1803 ging het exclusieve eigendom van de dom over op de Stad Lübeck.

### Verwoesting
In de nacht van 28 op 29 maart 1942, op Palmzondag, vernietigde een Brits bombardement één vijfde deel van het oude stadscentrum. Verschillende bommen vielen in de omgeving van de dom met als gevolg dat alle ramen versplinterden en de gewelven in het oostelijke koor niet meer stand hielden en naar beneden stortten. Het hoofdaltaar uit het jaar 1696 werd met de neer komende gewelven mee vernietigd. De schade was enorm en werd met de tijd steeds groter. Een brand in het naburige dommuseum sloeg over naar het dakgestoelte van de dom. Tegen de middag stortten ook de beide torens in. Het orgel uit 1893 met de orgelkas uit het jaar 1699 vielen ten prooi aan de vlammen. Het bovenste deel van het triomfkruis was verkoold en het klankbord voor de helft verbrand. Maar ondanks alle verwoestingen kon toch een groot deel van de inrichting worden gered. Na de oorlog kwamen maatregelen om het gebouw veilig te stellen langzaam op gang. Na de oorlog stortten de resterende gotische gewelven in. Met het inzakken van de gevel van het noordelijke zijschip werd ook nog eens het Paradijsportaal volledig verwoest.

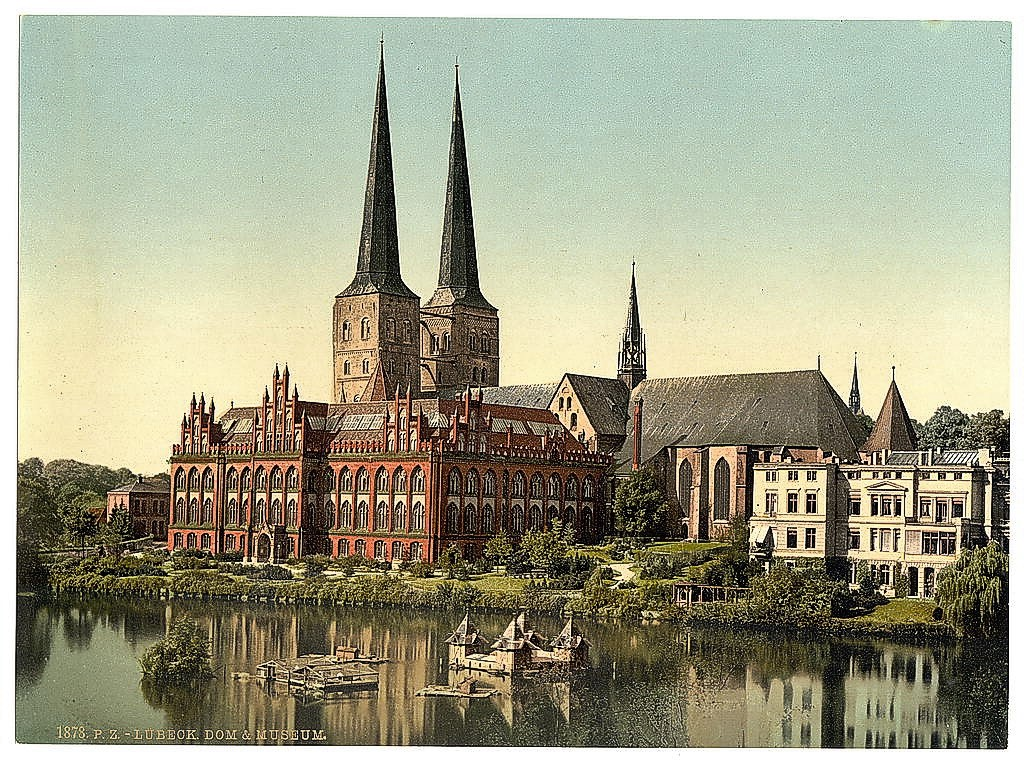
De dom rond de eeuwwisseling
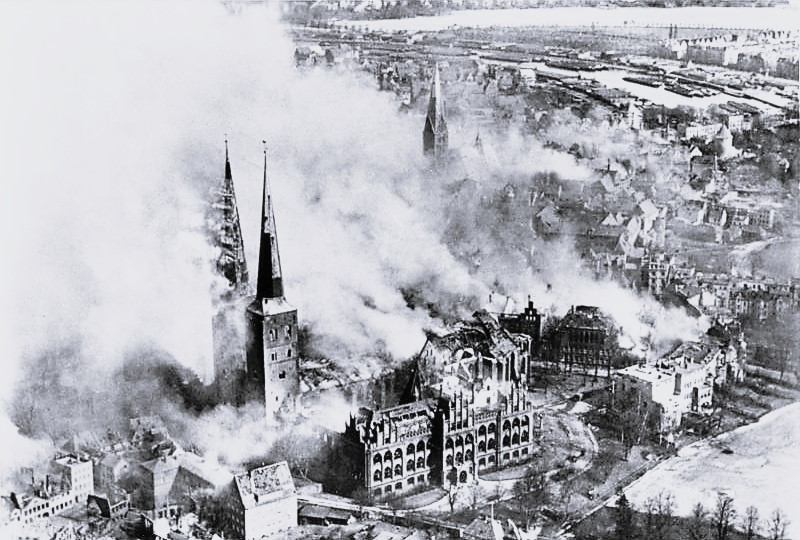
De brandende kathedraal in 1942
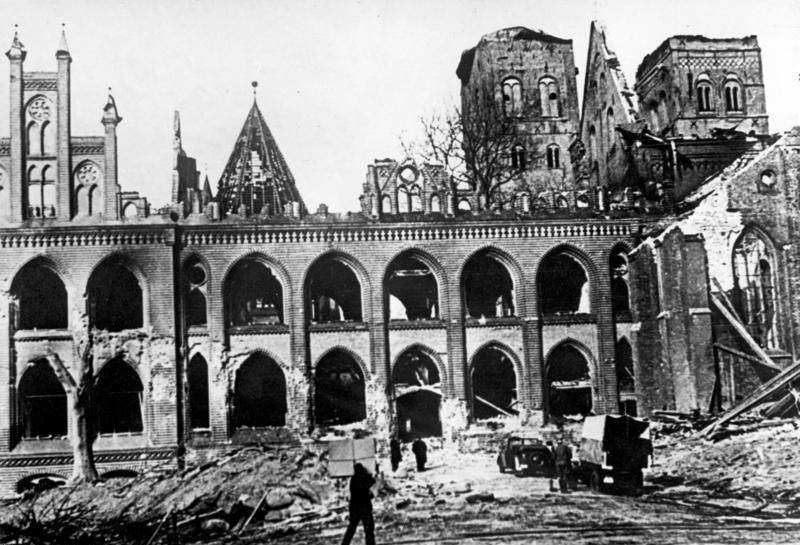
De dom na de oorlog

### Herbouw
Na de verwoesting van de dom, de Mariakerk en de Sint-Petruskerk twijfelde men aan de noodzaak van de herbouw van dergelijke grote gebouwen. Bovendien moesten er voor de vele vluchtelingen en daklozen woningen gebouwd worden. Desondanks zamelden de burgers geld in voor het herstel van de kerken. De prioriteit lag eerst bij de Mariakerk, waarvan de herbouw al in 1951 werd voltooid. Daarom duurde de reconstructie van de dom langer. Dit had ook het voordeel dat er langer kon worden nagedacht over de wijze waarop het interieur opnieuw kon worden ingericht, zodat het beter paste bij de viering van lutherse erediensten. Eerst werden de torens en het westelijke deel van de kerk gerenoveerd, van 1960 tot 1977 volgde het oostelijk koor en ten slotte de Paradijsvoorhal aan de noordzijde van de dom. De enorme van de lengte van de kathedraal werd voor het huidige gebruik als weinig zinvol ervaren en daarom besloot men tijdens de reconstructie van het oostelijk koor een glazen wand te plaatsen tussen het romaanse schip en het gotische koor. Het koor kan worden gebruikt voor diverse evenementen in de parochie. Het doopvont van 1455 vond een plaats in het voormalige romaanse koor en wordt door een cirkel van banken omgeven. Het werk aan de wederopbouw werd in 1982 afgesloten.

## Inrichting
De dom bezat samen met de Mariakerk van alle Lübecker kerken de rijkste inrichting. Ondanks de verwoestingen in 1942 is een groot deel van de oorspronkelijke inrichting nog aanwezig.
- Het grote, opvallende 15e-eeuwse triomfkruis, dat het middenschip beheerst, werd vervaardigd door de Lübecker kunstenaar Bernt Notke.
- De renaissance-kansel werd in 1586 door de toenmalige pastoor Dionysius Schünemann geschonken. De kansel wordt gedragen door een beeld van Mozes en is versierd met albasten reliëfs met scènes uit het leven van Jezus van de hand van de Vlaming Willem van den Broeck. Het klankbord met een beeld van de Herrezen Christus dateert uit 1570, de opgang werd in 1731 in laatbarokke stijl vernieuwd.
- Ook de beelden van het doksaal werden in 1477 door Bernt Notke gemaakt. Het betreft een schenking van de Lübecker burgemeester Andreas Geverdes. De vier beelden op het doksaal stellen de vier schutspatronen van de kerk voor. Het uurwerk aan het zuidelijk einde van het doksaal dateert uit het jaar 1628.
- Er zijn twee waardevolle Mariabeelden in de kerk, in het zuidelijk transept een Madonna uit 1509; in het noordelijk zijschip een Maria met een sterrenkroon uit 1450-1460.
- De doopkapel van Lorenz Grove uit het jaar 1455 stond tot 1942 bij de ingang van de kerk, maar werd verplaatst naar de bij de wederopbouw gevormde doopkapel tussen het doksaal en het oostelijk koor. Het doopbekken wordt gedragen door knielende engelen.
- Naast de talrijke portretten bezit de dom twee grote schilderijen op hout die beide uit de 17e eeuw stammen. Een ervan met een voorstelling van de heilige Christoffel hangt boven het portaal dat vanuit het noordelijke zijschip naar de voorhal voert. Het andere, de Weeklacht van Christus aan de ondankbare wereld is eind-17e-eeuws.
- Na de reformatie werden de talrijke zijkapellen van de dom veranderd in grafkapellen voor de leden van het domkapittel.
- Aan de muren van de kerk is een groot aantal epitafen aangebracht; ze dateren uit 1459-1829.

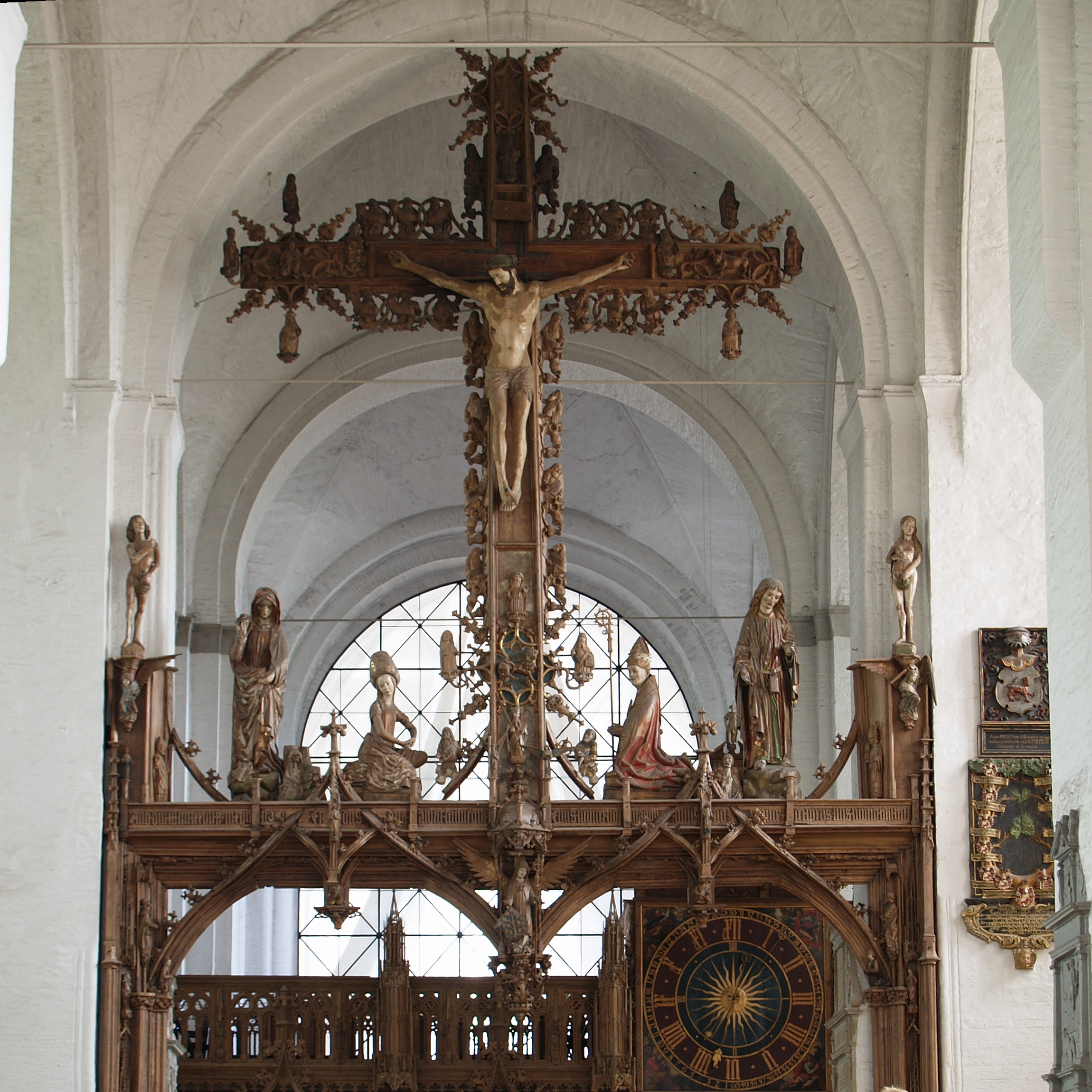
Triomfkruis
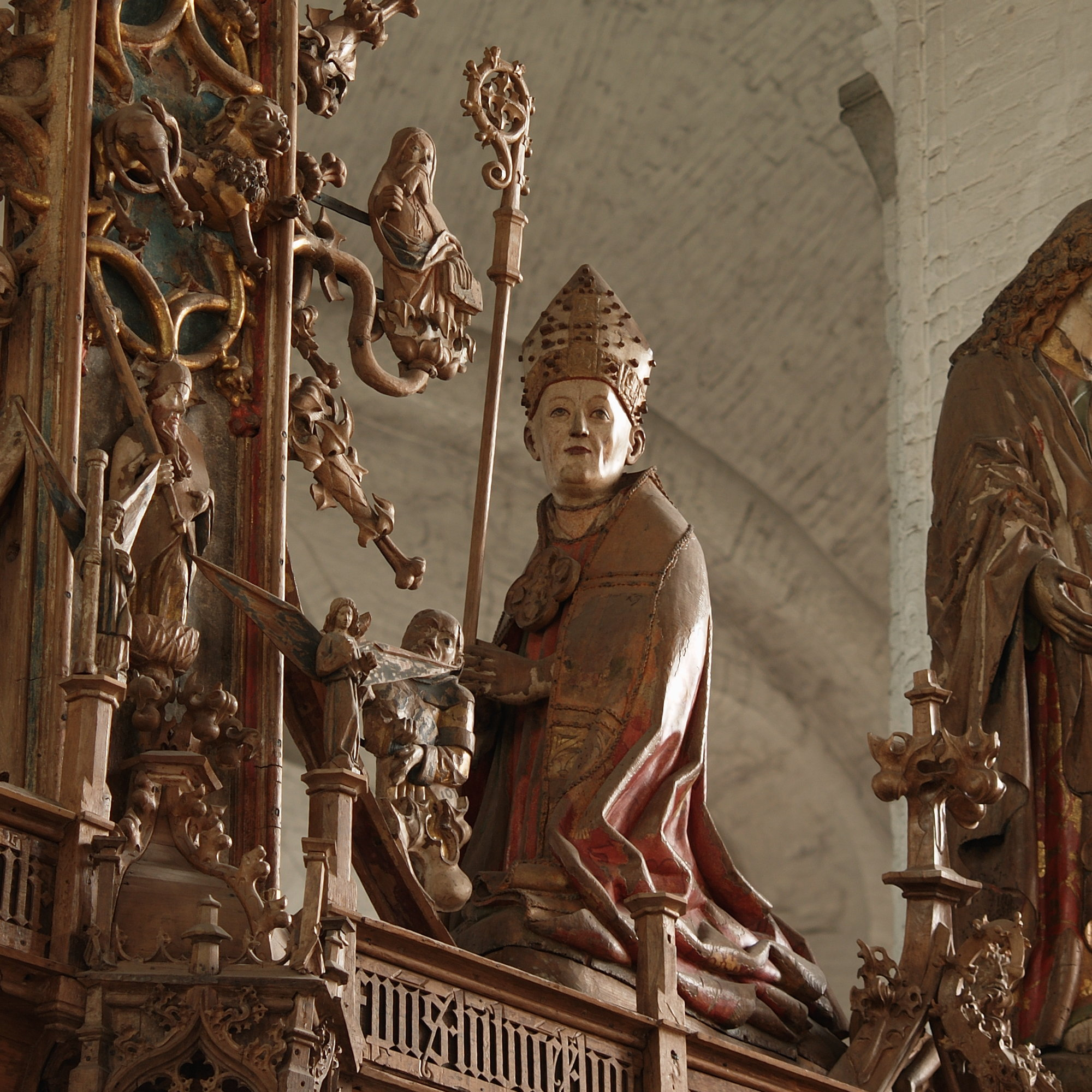
Triomfkruis detail (Bisschop Albert II Krummendiek)
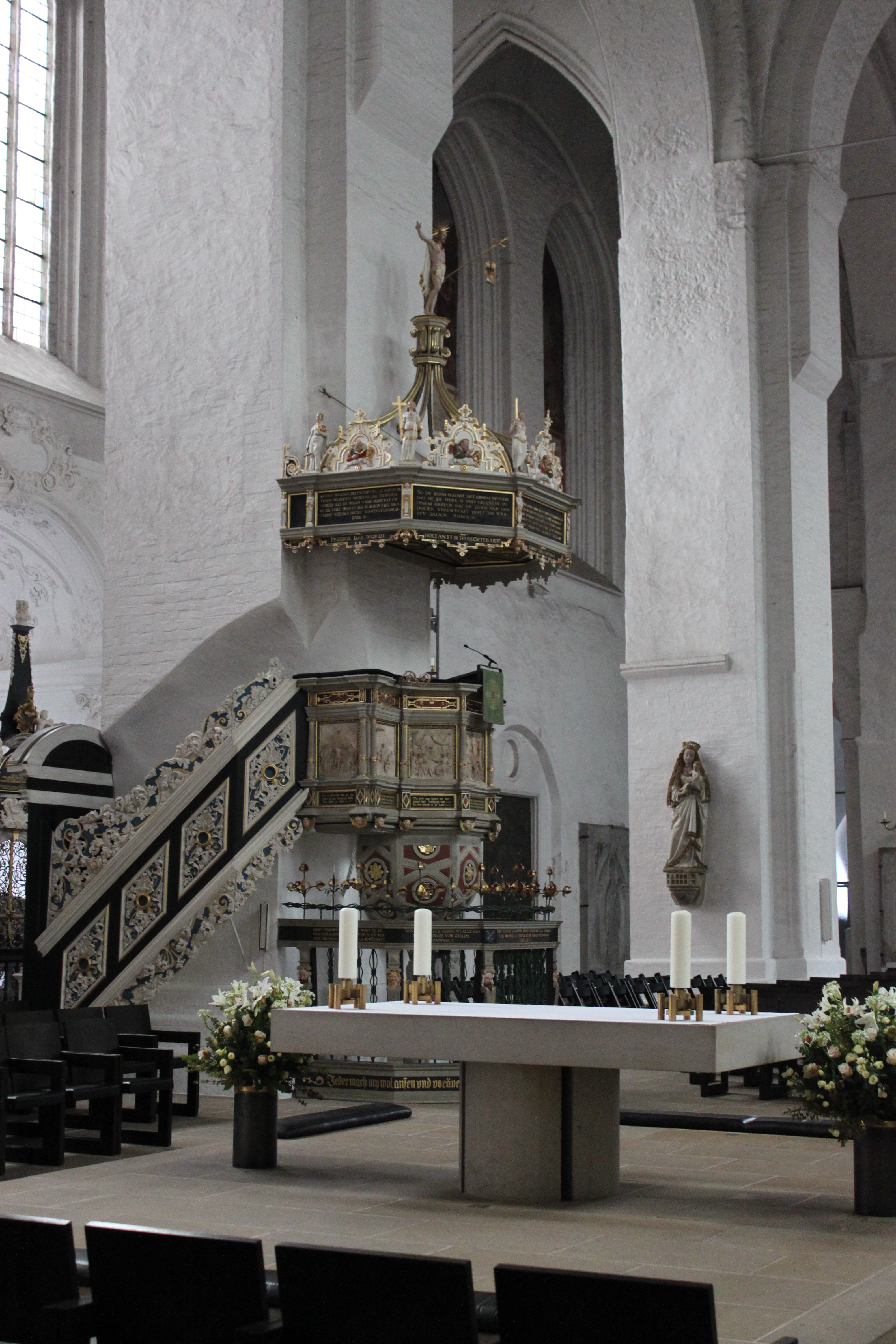
Kansel
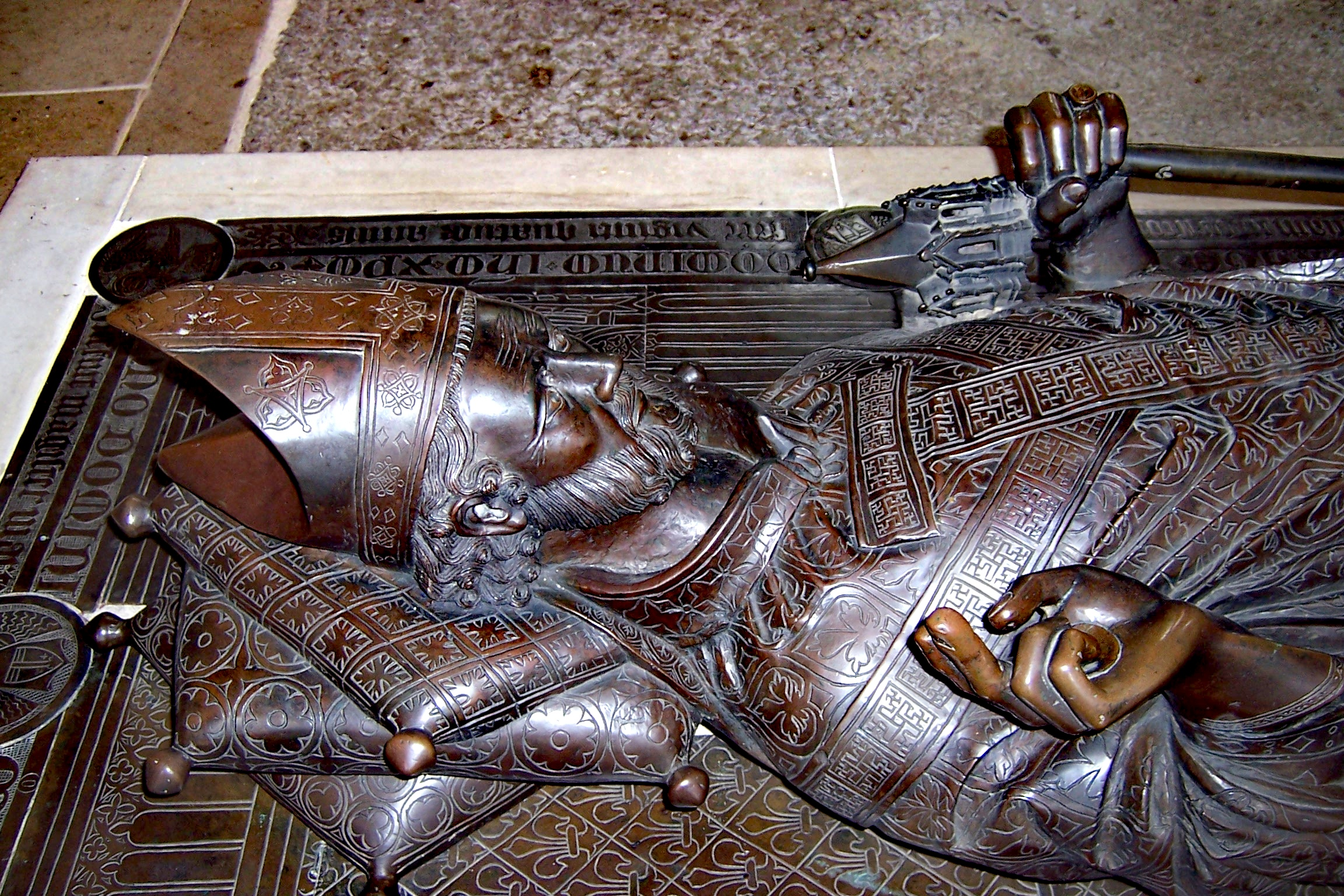
Bronzen tombe bisschop Hendrik Bocholt
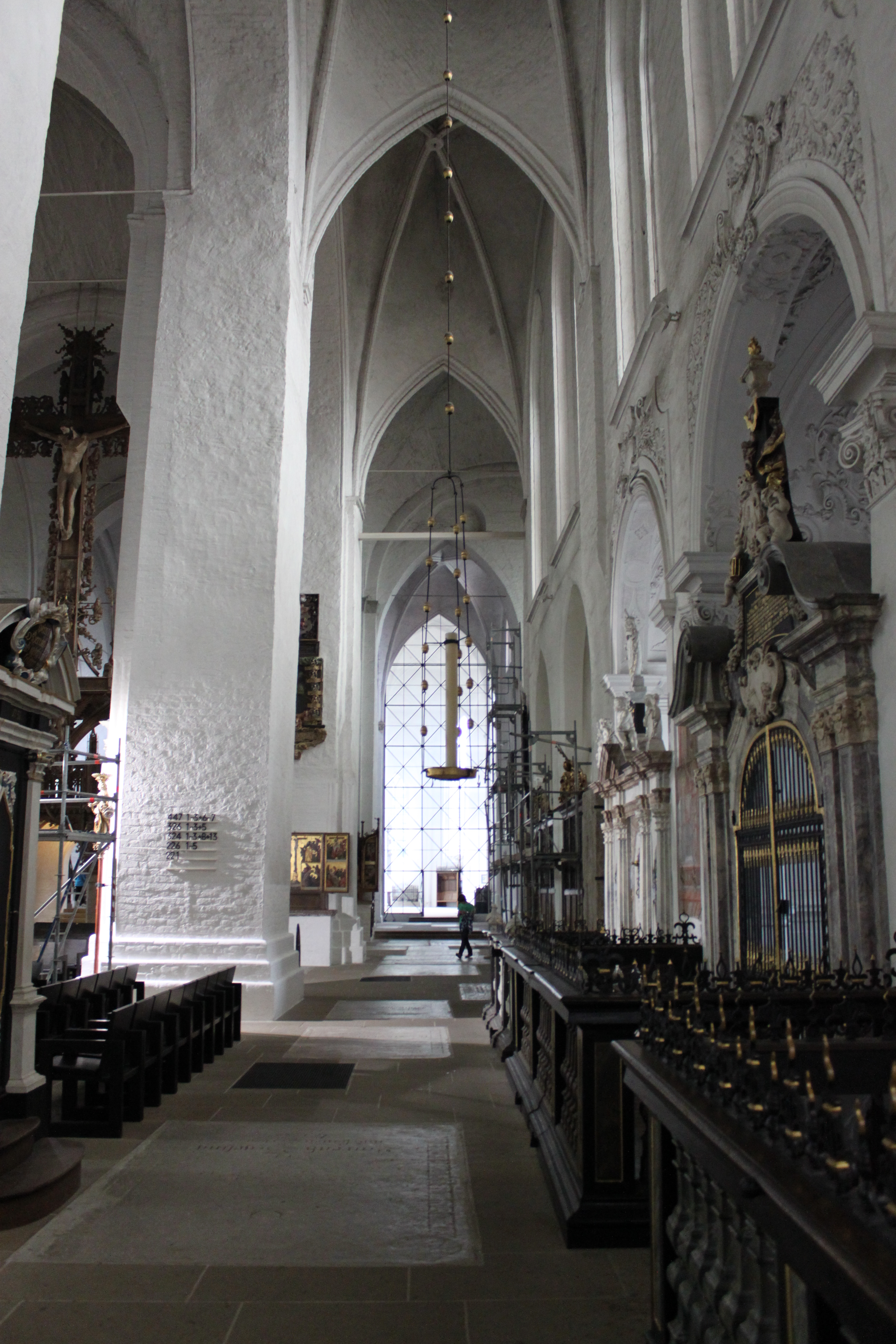
Rechter zijschip met grafkapellen
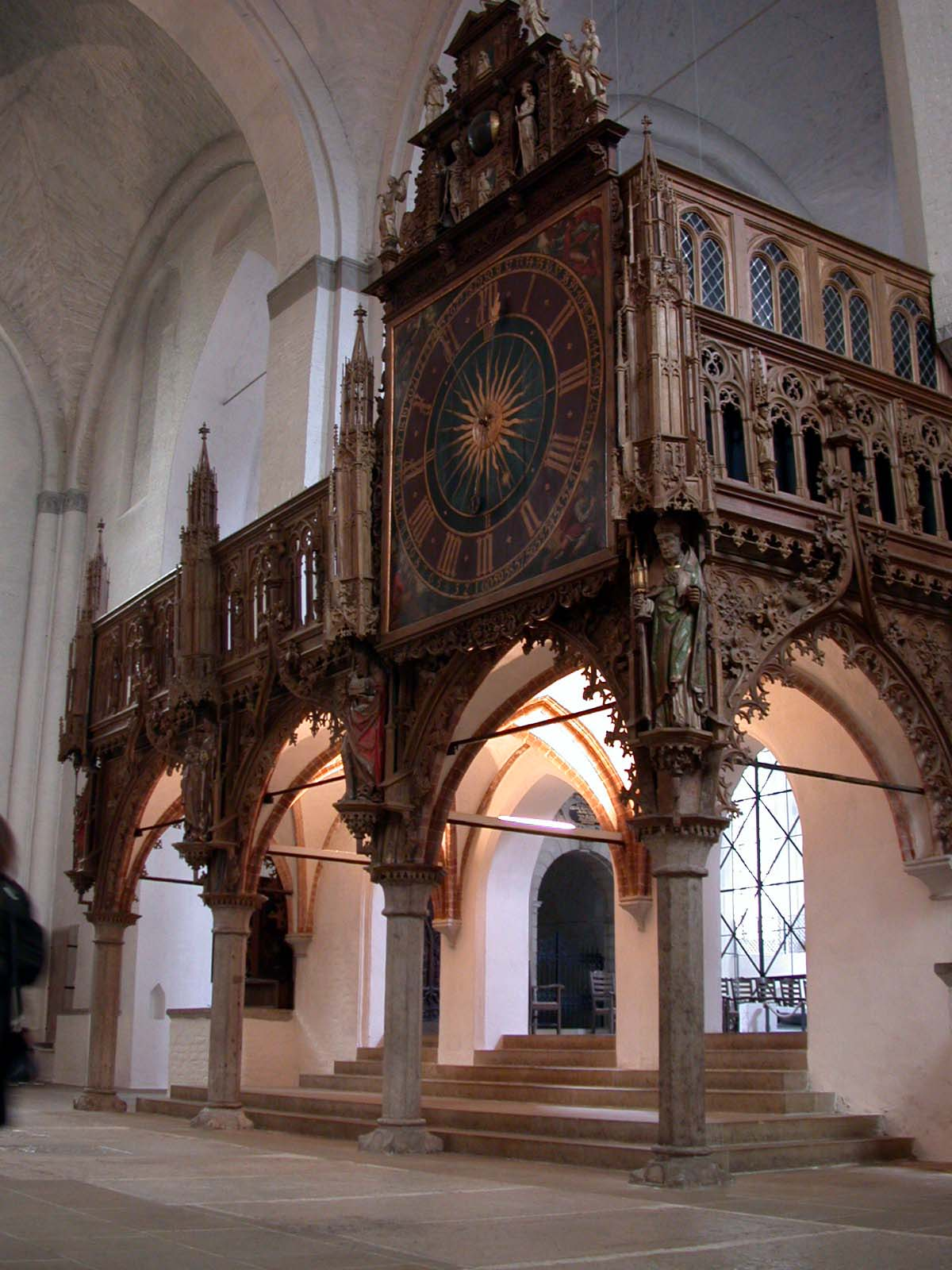
Astronomisch uurwerk
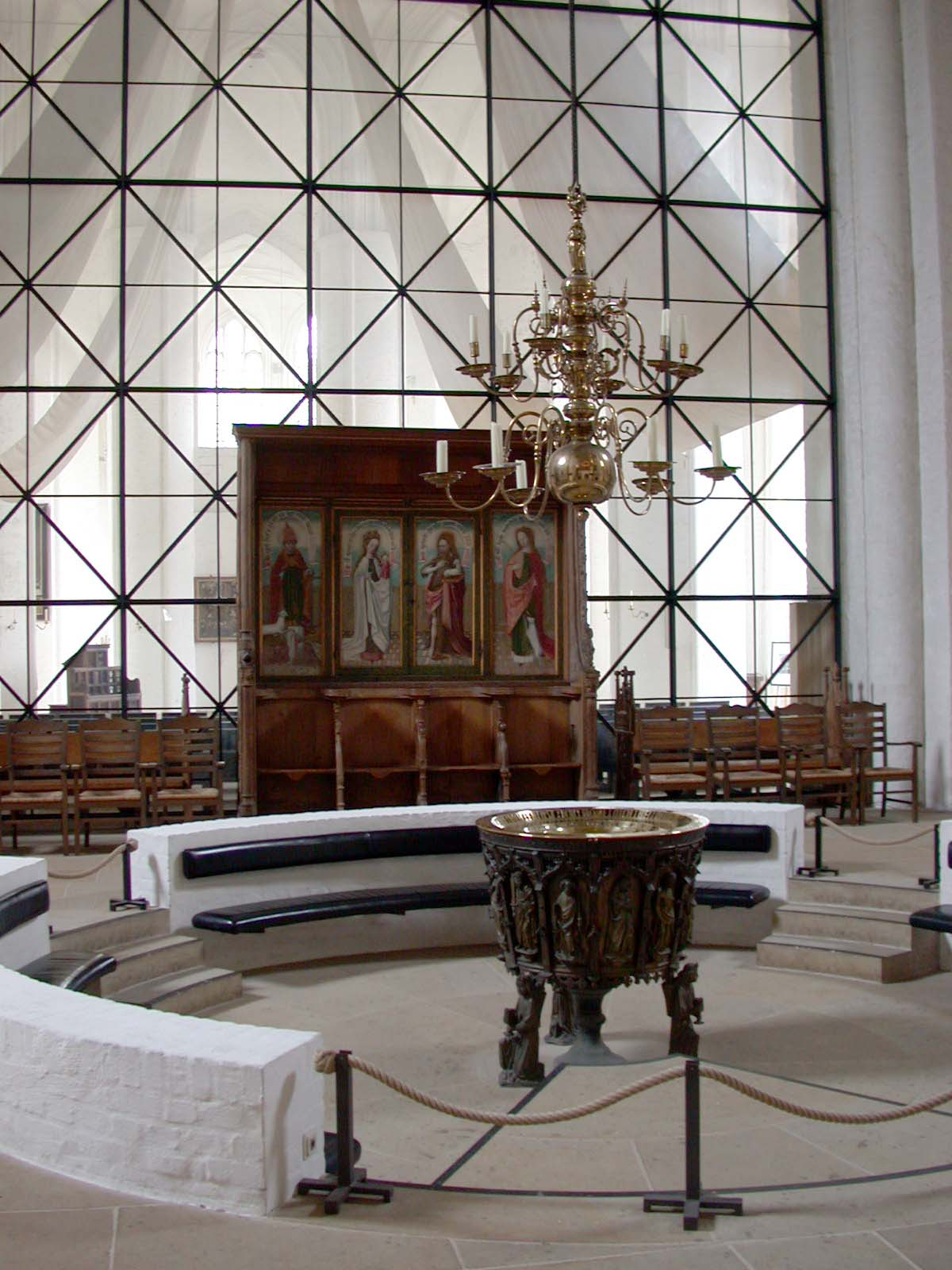
Doopbekken
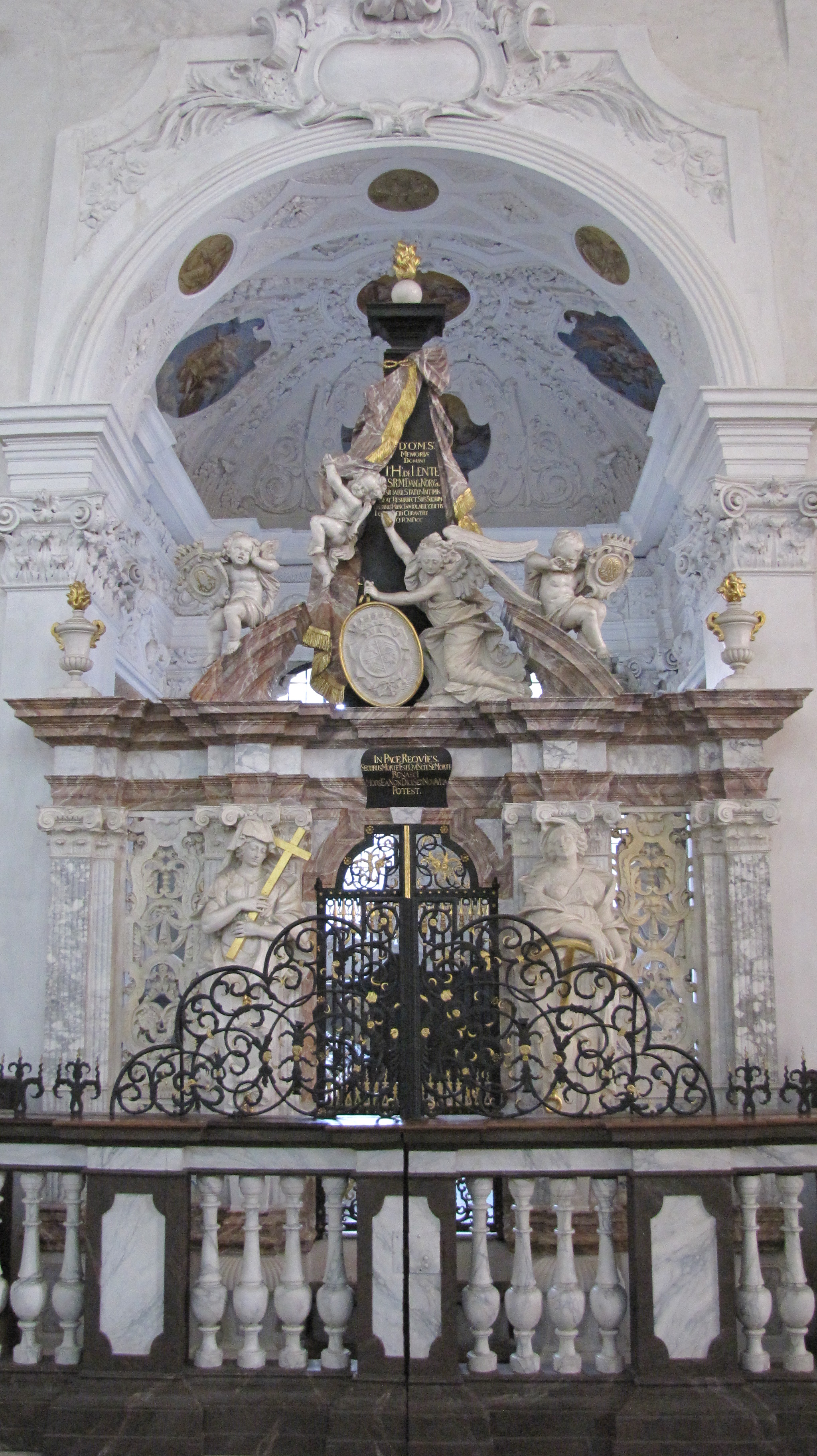
Een van de vele grafkapellen

### Altaren
In 1920 bezat de kerk nog zeven altaren uit de periode van voor de reformatie. Twee altaren, het Warendorp-Altar (1390-1400) en het Greveraden-Altar van Hans Memling (1491) staan tegenwoordig in de middeleeuwse Sint-Annenmuseum. De overige altaren zijn in de dom: het vleugelaltaar Marien mit der Einhornjagd (Maria met de Eenhoornjacht) uit 1506; het Laienaltar (lekenaltaar) van 1477 uit het atelier van Bernt Notke; het Heiligen-Leichnamsaltar (altaar van het Heilige Lichaam) uit 1460; het Altar der Maria-Magdalene (Maria-Magdalena-altaar) uit 1420 en het Altar der kanonischen Tageszeiten uit het begin van de 16e eeuw.

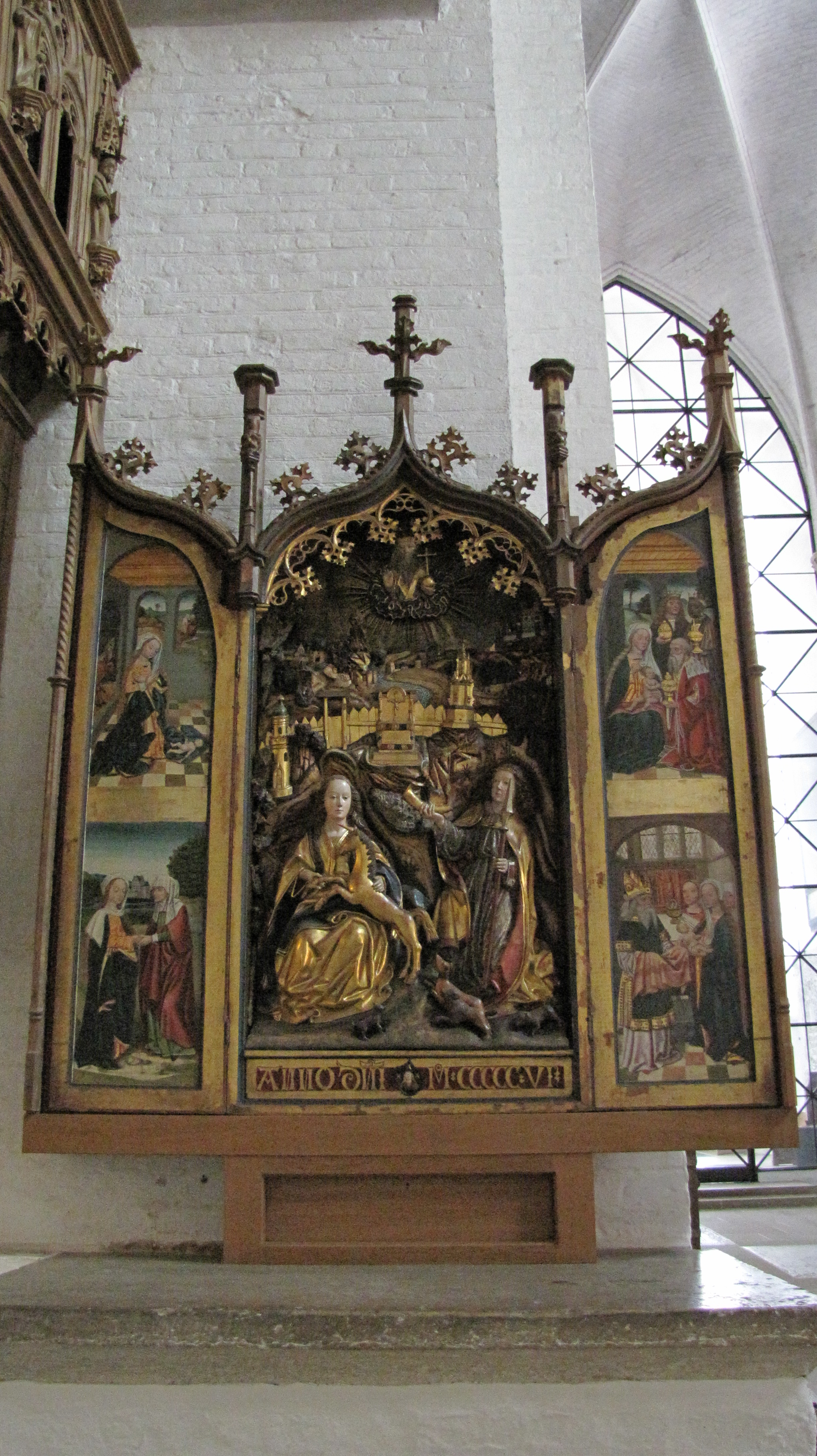
Marien mit der Einhornjagd
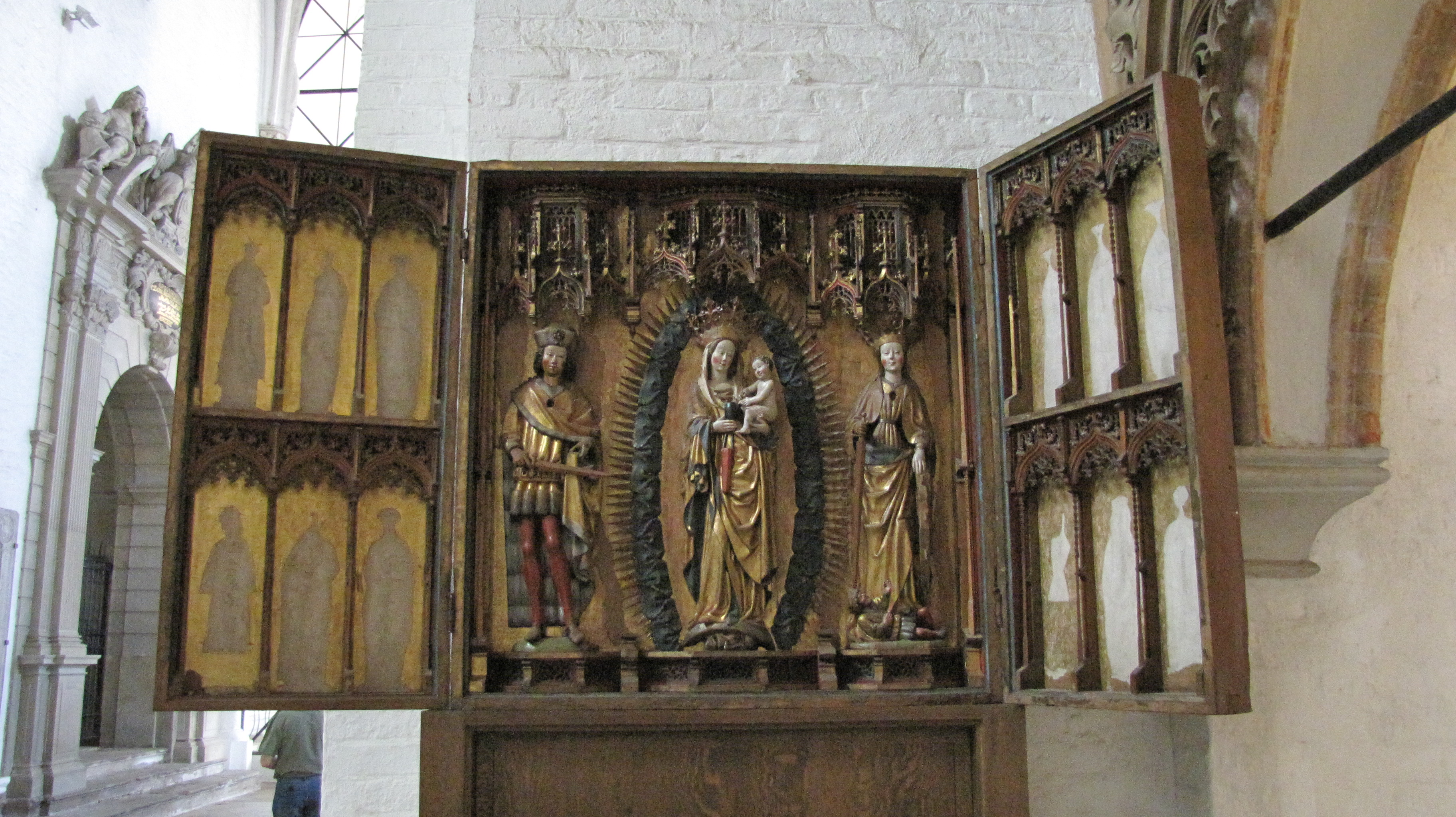
Heiligen-Leichnamsaltar
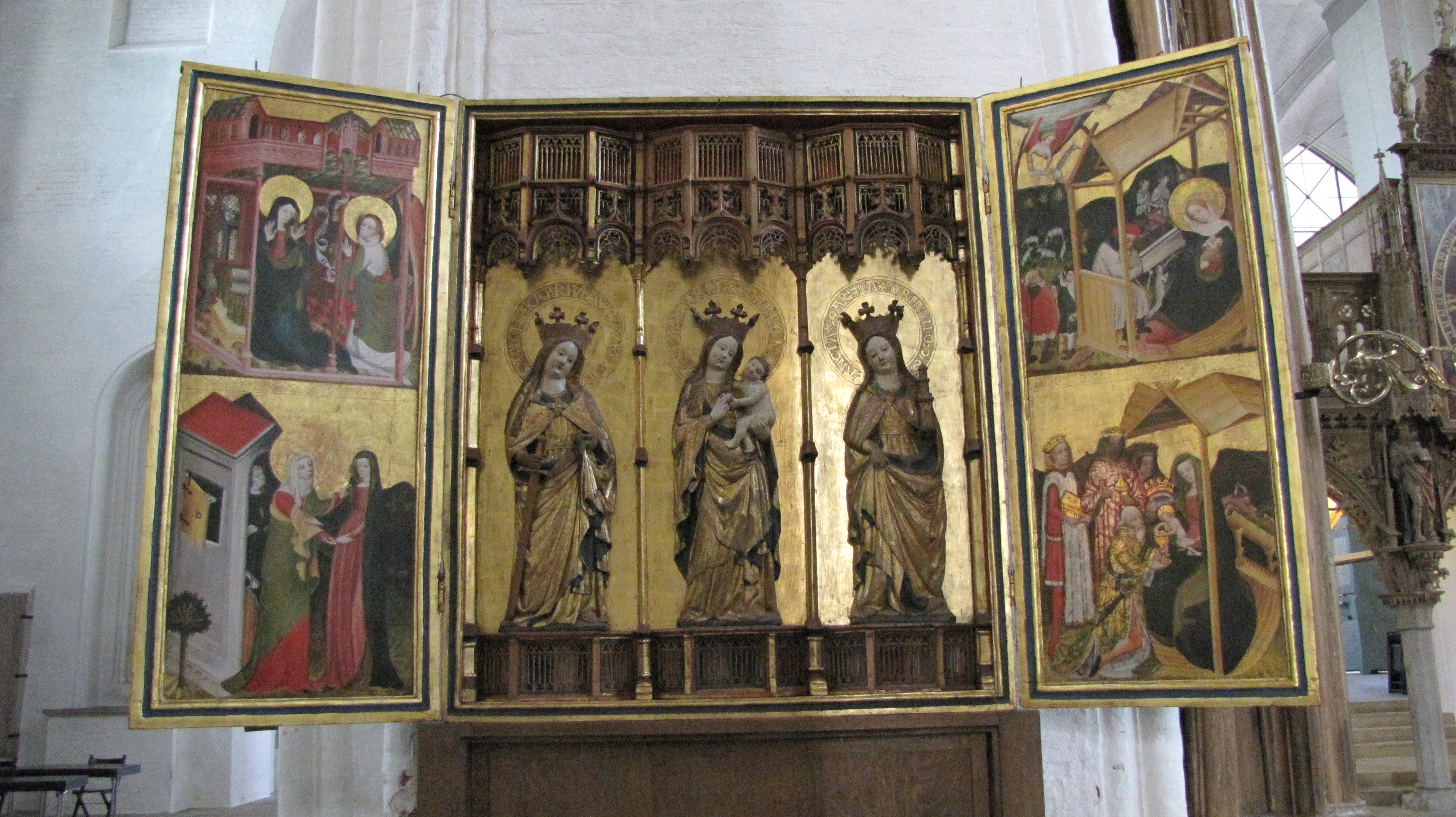
Altar der Maria-Magdalene
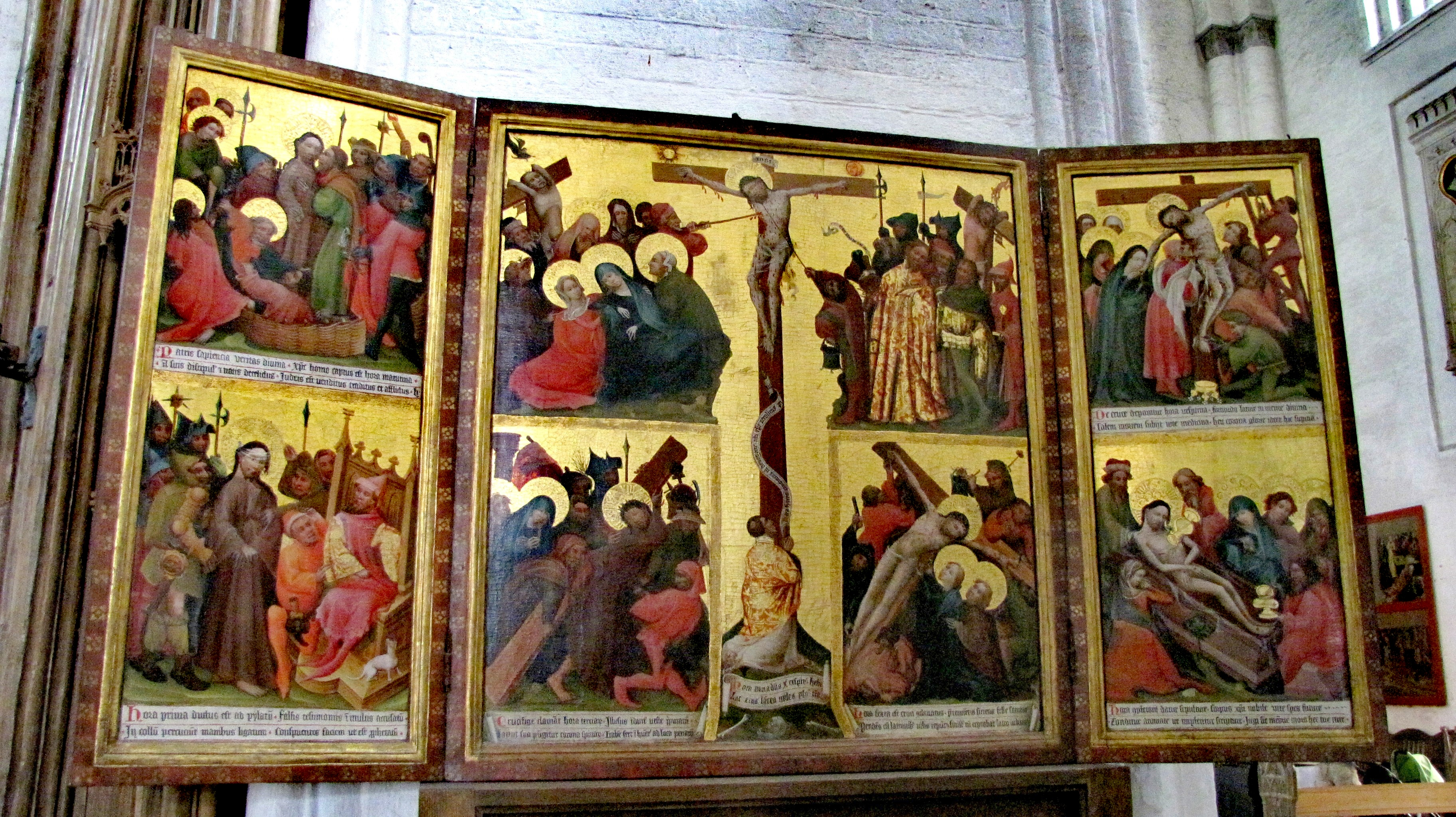
Altar der kanonischen Tageszeiten

### Klokken
Eén domklok uit het jaar 1315, de oudste te dateren klok uit de regio, werd in 1912 aan het museum afgegeven en staat tegenwoordig in de Lübecker Catharinakerk opgesteld. In de torens hangen zes klokken, waarvan slechts één historische klok. De overige klokken werden allemaal in 1965 gegoten. Sinds 2011 heeft de Kirchenkreis Lübeck-Lauenburg een geluidsfragment van de beierende klokken op internet geplaatst.
| Nr. | Nominaal | Gietjaar | Gieter                                   | Doorsnede (mm) | Gewicht (kg) |
| --- | -------- | -------- | ---------------------------------------- | -------------- | ------------ |
| 1   | a0       | 1965     | Klokkengieterij Rincker                  | 1850           | 3500         |
| 2   | c1       | 1965     | Klokkengieterij Rincker                  | 1560           | 2100         |
| 3   | e1       | 1965     | Klokkengieterij Rincker                  | 1260           | 1150         |
| 4   | f1       | 1965     | Klokkengieterij Rincker                  | 1180           | 980          |
| 5   | g1       | 1481     | ?, Catharinaklok met insulair schrift    | 1090           | ?            |
| 6   | a1       | 1965     | Klokkengieterij Rincker                  | 1000           | 600          |
|     |          | 1782     | J.K. Meyer (Kwartslagklok met inschrift) |                |              |

### Orgels
Tot 1942 beschikte de kerk over een monumentaal orgel uit 1697-1699. Op het destijds nieuwe orgel speelden de componisten Händel en Mattheson, in 1705 waarschijnlijk ook Johann Sebastian Bach. Eind 19e eeuw werd het orgel met behoud van de oude orgelkas vernieuwd. Het klavier ging naar het museum en ontsnapte daarmee aan de vernietiging in 1942.
Het huidige domorgel werd in 1970 door de Deense orgelbouwer Marcussen & Søn uit Åbenrå gebouwd. Het nieuwe orgel kreeg een andere opstelling, aan de muur van het noordelijk zijschip. De orgelkas is een ontwerp van de uit Hamburg afkomstige architect Friedrich Grundmann .
Daarnaast bevindt zich in de kerk nog een barok orgel van Biaggio di Rosa uit het jaar 1777.

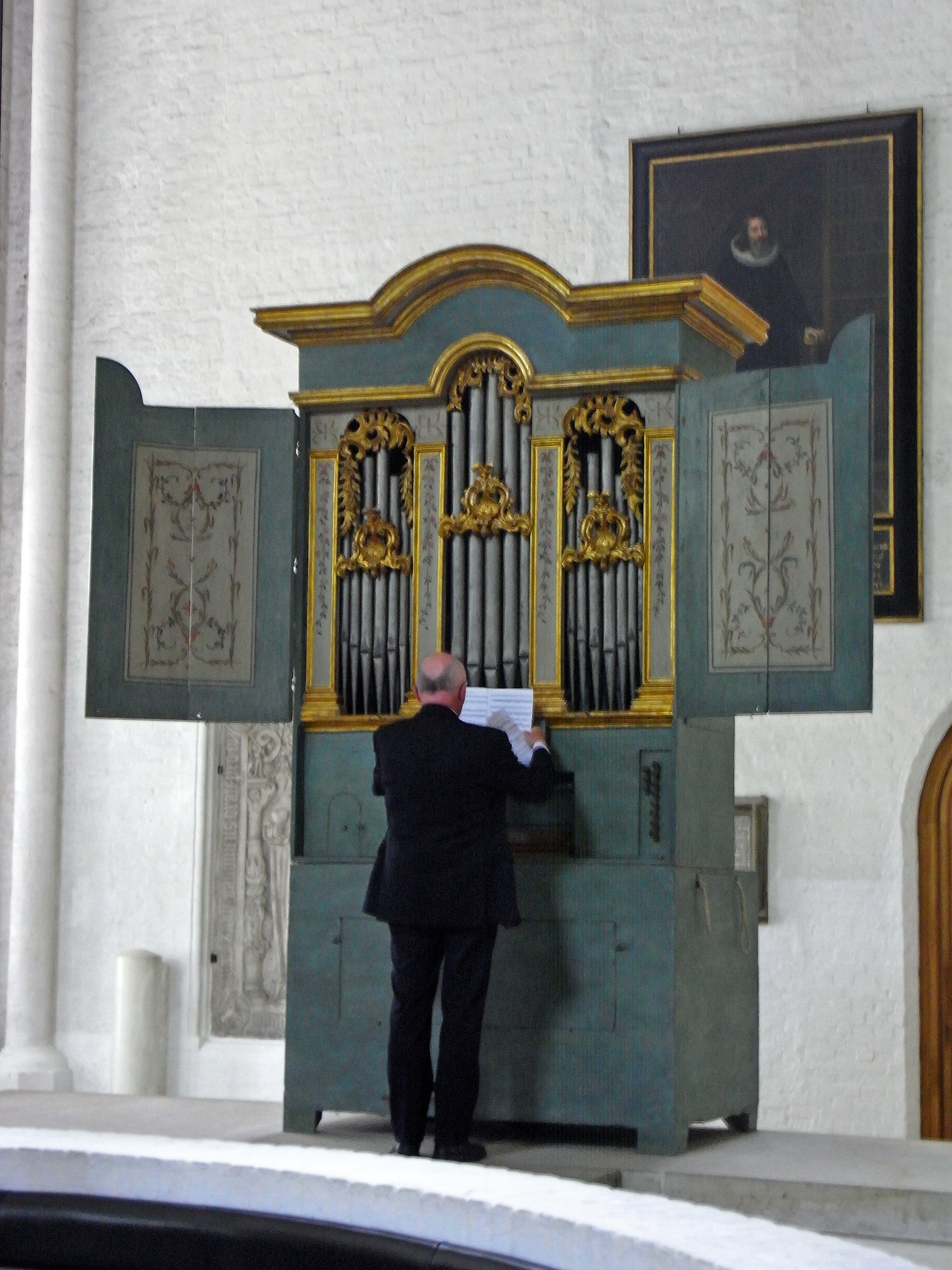
Barok orgel (1777)
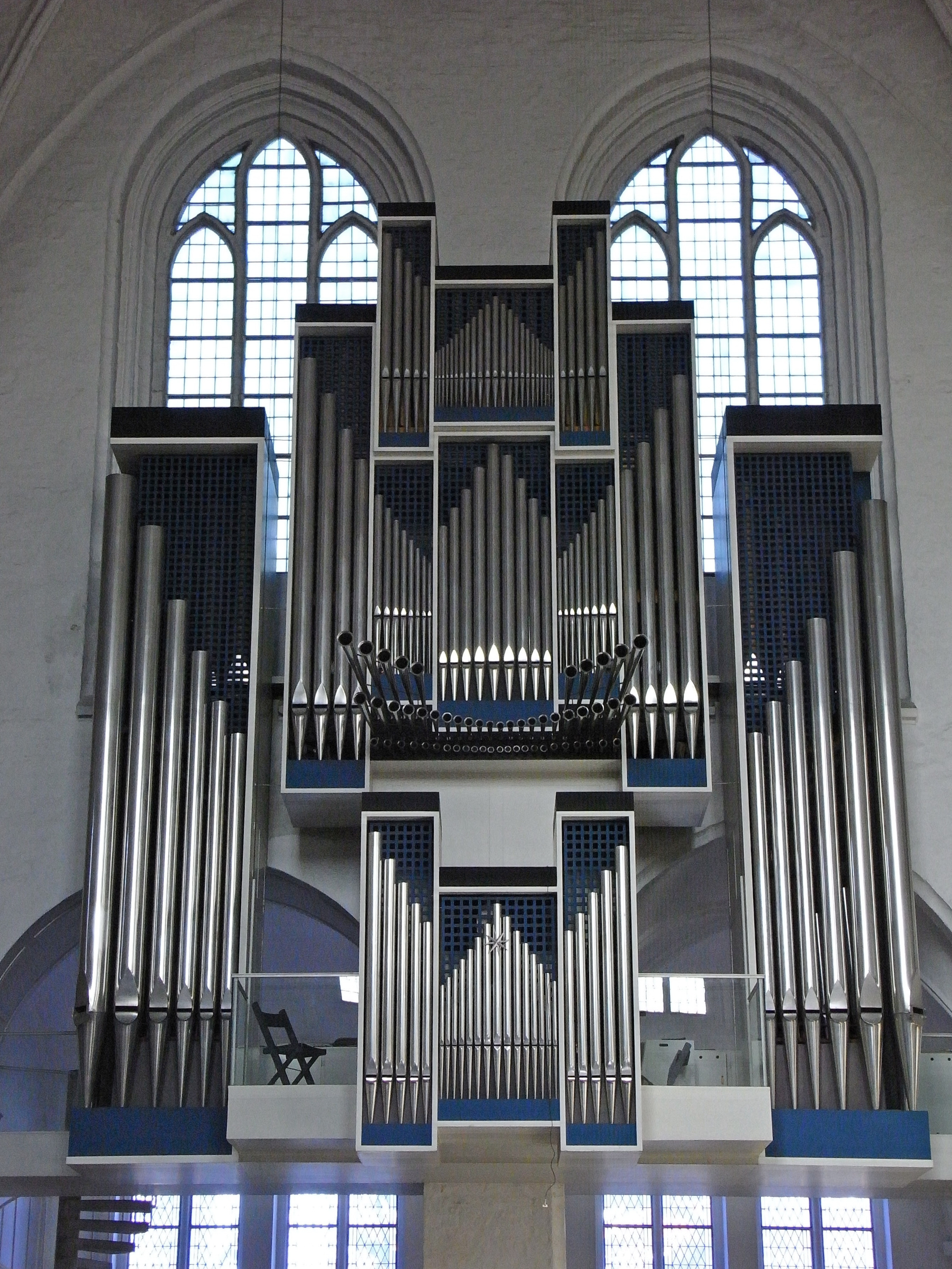
Het nieuwe domorgel